# 小白玉螺
小白玉螺（学名：Natica bathyraphe），是异足目玉螺科玉螺属的一种。主要分布于台湾，常栖息在20－25米海底。